# Freiwassereuropameisterschaften 2012
Die Freiwassereuropameisterschaften 2012 fanden vom 12. bis 16. September 2012 in Piombino (Italien) statt. Es wurden sieben Wettbewerbe ausgetragen, Einzelwettbewerbe für Frauen und Männer über die Distanzen 5, 10 und 25 Kilometer sowie ein 5-Kilometer-Teamwettbewerb.

## Ergebnisse Frauen

### 5 Kilometer
| Platz | Athlet              | Land | Zeit (h)  |
| ----- | ------------------- | ---- | --------- |
| 1     | Rachele Bruni       | ITA  | 1:00:56,9 |
| 2     | Kalliopi Araouzou   | GRE  | 1:01:53,5 |
| 3     | Jana Pechova        | CZE  | 1:01:57,8 |
| 4     | Aurora Ponselè      | ITA  | 1:02:30,1 |
| 5     | Giorgia Consiglio   | ITA  | 1:02:42,1 |
| 6     | Alexandra Sokolova  | RUS  | 1:02:58,4 |
| 7     | Elizaveta Gorshkova | RUS  | 1:03:12,8 |
| 8     | Coralie Codevelle   | FRA  | 1:04:08,4 |

Datum: 15. September 2012

### 10 Kilometer
| Platz | Athlet                | Land | Zeit (h)  |
| ----- | --------------------- | ---- | --------- |
| 1     | Martina Grimaldi      | ITA  | 2:12:23,3 |
| 2     | Angela Maurer         | GER  | 2:12:24,7 |
| 3     | Jana Pechova          | CZE  | 2:12:26,1 |
| 4     | Alice Franco          | ITA  | 2:12:26,3 |
| 5     | Margarita Domínguez   | ESP  | 2:12:30,8 |
| 6     | Anastassija Krapiwina | RUS  | 2:12:31,1 |
| 7     | Kalliopi Araouzou     | GRE  | 2:12:32,5 |
| 8     | Anna Olasz            | HUN  | 2:12:43,7 |

Datum: 12. September 2012
 Nadine Reichert belegt in 2:14:18,5 Rang 15.

### 25 Kilometer
| Platz | Athlet              | Land | Zeit (h)  |
| ----- | ------------------- | ---- | --------- |
| 1     | Alice Franco        | ITA  | 5:31:21,9 |
| 2     | Margarita Domínguez | ESP  | 5:31:26,3 |
| 3     | Martina Grimaldi    | ITA  | 5:31:34,6 |
| 4     | Silvie Rybárová     | CZE  | 5:37:27,4 |
| 5     | Célia Barrot        | FRA  | 5:38:38,9 |
| 6     | Angelina Borodina   | RUS  | 5:38:39,9 |
| 7     | Anna Uvarova        | RUS  | 5:38:42,8 |
| 8     | Esther Nunez        | ESP  | 5:39:03,4 |

Datum: 16. September 2012
 Angela Maurer verzichtete auf ihren Start.

 Josephine Paschke wurde disqualifiziert.

## Ergebnisse Männer

### 5 Kilometer
| Platz | Athlet                 | Land | Zeit (min) |
| ----- | ---------------------- | ---- | ---------- |
| 1     | Kirill Abrossimow      | RUS  | 54:47,1    |
| 2     | Andreas Waschburger    | GER  | 54:59,4    |
| 3     | Luca Ferretti          | ITA  | 55:06,6    |
| 4     | Thomas Lurz            | GER  | 55:07,8    |
| 5     | Simone Ercoli          | ITA  | 55:18,0    |
| 6     | Jewgeni Dratzew        | RUS  | 55:19,0    |
| 7     | Romain Beraud          | FRA  | 55:37,2    |
| 8     | Gianlorenzo Parmigiani | ITA  | 55:37,7    |

Datum: 15. September 2012
 Christian Reichert belegte in 55:37,7 h Rang 9.

 Matthias Schweinzer belegte in 56:42,5 min Rang 14.

 Stefan Sigrist belegte in 58:45,0 min Rang 27.

### 10 Kilometer
| Platz | Athlet               | Land | Zeit (h)  |
| ----- | -------------------- | ---- | --------- |
| 1     | Kirill Abrossimow    | RUS  | 1:57:46,8 |
| 2     | Andreas Waschburger  | GER  | 1:57:48,2 |
| 3     | Nicola Bolzonello    | ITA  | 1:57:54,0 |
| 4     | Jewgeni Dratzew      | RUS  | 1:57:56,1 |
| 5     | Daniil Serebrennikow | RUS  | 1:57:56,2 |
| 6     | Fery Weertman        | NED  | 1:57:56,3 |
| 7     | Christian Reichert   | GER  | 1:57:57,8 |
| 8     | Matteo Furlan        | ITA  | 1:53:28,8 |

Datum: 12. September 2012
 Thomas Lurz belegte in 1:57:59,5 h Rang 10.

 Matthias Schweinzer belegte in 2:03:38,4 min Rang 33.

### 25 Kilometer
| Platz | Athlet             | Land | Zeit (h)  |
| ----- | ------------------ | ---- | --------- |
| 1     | Petar Stojtschew   | BUL  | 5:04:02,3 |
| 2     | Arseniy Lavrentyev | POR  | 5:04:05,4 |
| 3     | Axel Reymond       | FRA  | 5:04:06,3 |
| 4     | Simone Ruffini     | ITA  | 5:04:24,6 |
| 5     | Ihor Tscherwynskyj | UKR  | 5:04:38,7 |
| 6     | Valerio Cleri      | ITA  | 5:06:10,6 |
| 7     | Joanes Hedel       | FRA  | 5:06:12,4 |
| 8     | Artem Podyakov     | RUS  | 5:06:15,3 |

Datum: 16. September 2012
 Alexander Studzinski beendete das Rennen vorzeitig.

## Ergebnisse Teamwettbewerb

### 5 Kilometer
| Platz | Athlet                                                     | Land | Zeit (h)  |
| ----- | ---------------------------------------------------------- | ---- | --------- |
| 1     | Rachele Bruni Simone Ercoli Luca Ferretti                  | ITA  | 0:56:04,2 |
| 2     | Marios Kalafatis Georgios Arniakos Kalliopi Araouzou       | GRE  | 0:59:57,1 |
| 3     | Thomas Lurz Andreas Waschburger Angela Maurer              | GER  | 1:00:42,5 |
| 4     | Daniil Serebrennikow Jewgeni Dratzew Anastassija Krapiwina | RUS  | 1:01:05,4 |
| 5     | Coralie Codevelle Damien Cattin-Vidal Romain Beraud        | FRA  | 1:01:43,4 |
| 6     | Igor Snitko Ihor Tscherwynskyj Olga Beresnyeva             | UKR  | 1:01:54,3 |
| 7     | Yurema Requena Jonatan Castet Thomas Snelson               | ESP  | 1:02:24,6 |
| 8     | Jakub Tobias Jan Kutnik Silvie Rybarova                    | CZE  | 1:04:17,6 |

Datum: 14. September 2012